# فرودگاه گاولر
فرودگاه گاولر (به انگلیسی: Gawler Aerodrome) یک فرودگاه است . این فرودگاه در کشور استرالیا قرار دارد .